# Parque nacional Körös-Maros
El Parque nacional Körös-Maros (en húngaro: Körös–Maros Nemzeti Park) es uno de los 10 parques nacionales en Hungría (con una superficie de 501,34 kilómetros cuadrados), ubicado en el condado de Békés, en la Gran Llanura del Sur. El parque fue creado en 1997 para la protección de las aves.
El parque nacional de Körös-Maros tiene una serie de regiones como el pantano de Kis-Sárrét, Fáspuszta, Magor puszta o Kardoskúti Fehértó. Cuenta con una reserva de aves establecida en 1975. Las principales ciudades de la zona son Szarvas y Dévaványa.